# Euchaetis avisylvana
Euchaetis avisylvana är en vinruteväxtart som beskrevs av I. Williams. Euchaetis avisylvana ingår i släktet Euchaetis och familjen vinruteväxter. Inga underarter finns listade i Catalogue of Life.